# Süddeutscher Radfahrer-Bund

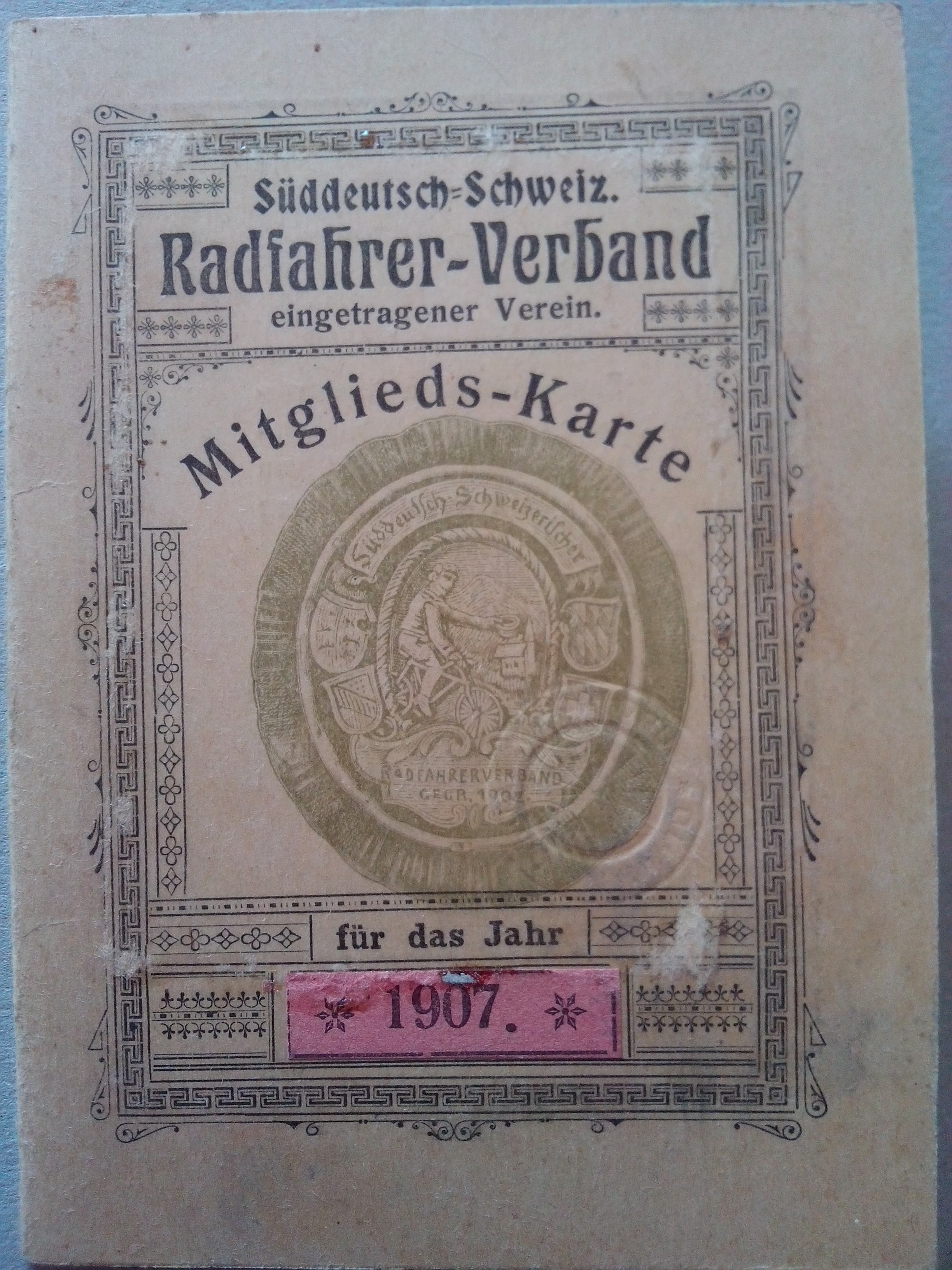
Süddeutsch-Schweiz. Radfahrer-Verband e. V. – Mitglieds-Karte für das Jahr 1907

Der Süddeutsche Radfahrer-Bund e. V. wurde am 17. August 1902 unter dem Namen Süddeutsch-Schweizerischer Radfahrer-Verband gegründet und feierte 1927 sein 25. Geschäftsjahr. Langjähriger 1. Vorsitzender war Rupert Martin, der 1905 an die Spitze des damaligen Süddeutsch-Schweiz. Radfahrer-Verbandes gewählt wurde. Das Amt des Ersten Vorsitzenden hatte Rupert Martin bis mindestens 1932 inne.
Gründungsvereine waren Velo-Club Konstanz, Radfahrer-Verein Konstanzia Konstanz, Velo-Club Singen, Radler-Club Pfullendorf, Velo-Club Vorwärts Radolfzell sowie weitere Vereinsvertreter aus den Orten Kreuzlingen, Bohlingen, Worblingen, Schlatt und Wahlwies. 1905 werden die „14tägige Unterstützung der Mitglieder bei Radunfällen“, „Rechtsschutz“ und „Freier Verkehr mit Oesterreich“ als wirtschaftliche Einrichtungen des Bundes eingeführt.
1912 erfolgte die Umbenennung in Süddeutscher Radfahrer-Bund e. V. Rupert Martin: „Alle Schweizer-Vereine mußten ausscheiden.“ Zuvor hatten Verleumdungen und der Entzug von Grenzerleichterungen wiederholt zu Konflikten geführt. Ende 1917 wurde der Süddeutsche Radfahrer-Bund kriegsbedingt aufgelöst. Im April 1919 beschloss der Vorstand die Neugründung.

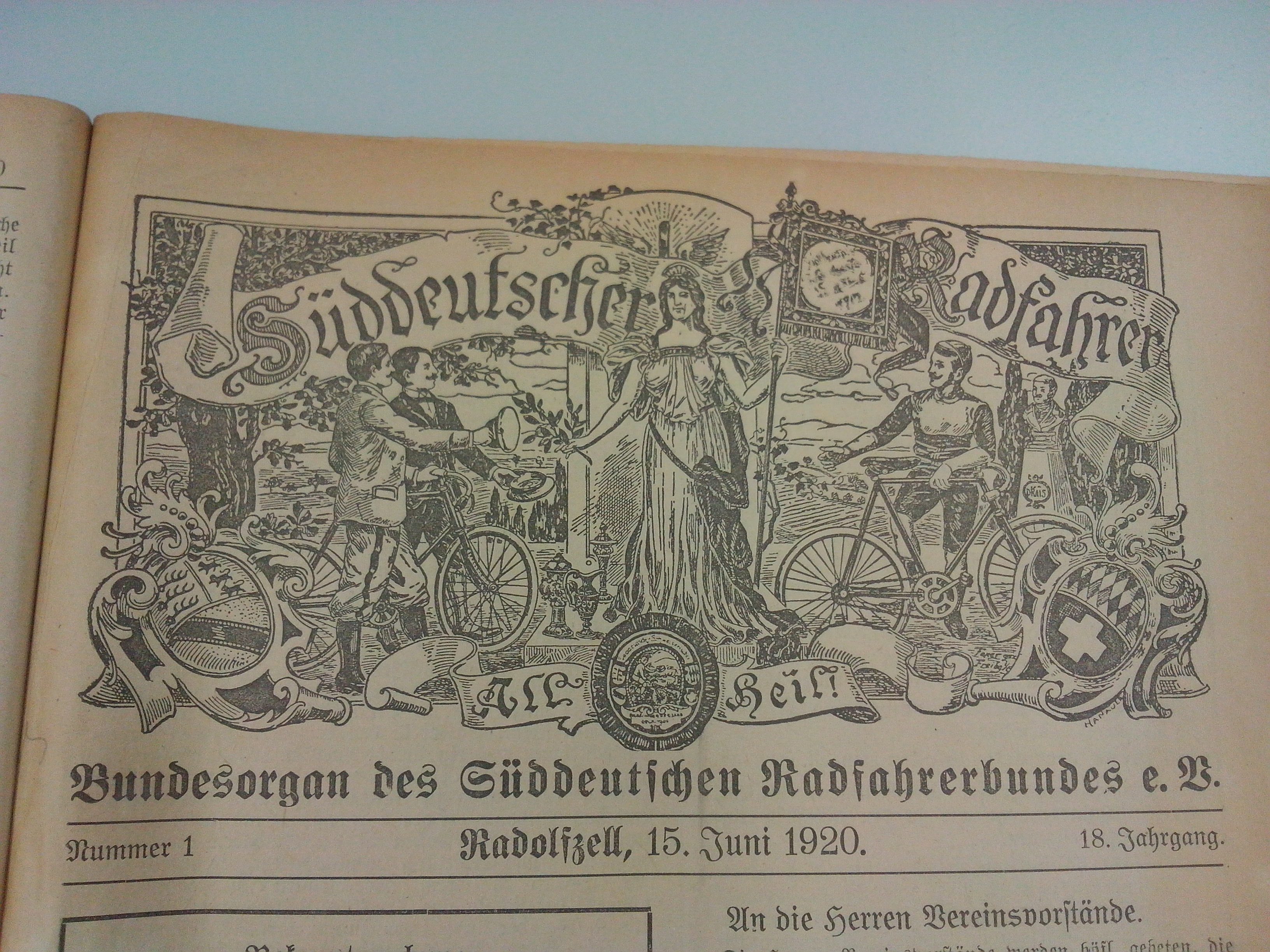
Süddeutscher Radfahrer – Bundesorgan des Süddeutschen Radfahrer-Bundes e. V., 15. Juni 1920, Titel

Die Bundeszeitung Süddeutscher Radfahrer erschien 1920 in Radolfzell. In den Jahren 1925 bis 1928 erschien das Bundesorgan am 15. jedes Monats in Donaueschingen als Verlagsort. Den Druck besorgte dort die Buch- und Kunstdruckerei der Gebrüder Simon, die Redaktion Rupert Martin.
Nach dem Ersten Weltkrieg hatte sich bereits der Schwarzwälder Radfahrer-Verband dem Süddeutschen Radfahrer-Bund angeschlossen, schrieb Rupert Martin als Bundesvorsitzender in der Sonderausgabe des Süddeutschen Radfahrers am 1. Mai 1920 mit Blick auf die „Verständigung und Vereinigung“ mit der „früheren Konkurrenz“. Am 9. Mai 1920 diskutierte die Bundeshauptversammlung des Süddeutschen Radfahrer-Bunds in Singen abschließend eine etwaige Verschmelzung mit dem  Oberbadischen Radfahrer-Bund. Zuvor hatte in Singen eine gemeinsame Sitzung der Ausschüsse beider Bünde stattgefunden. Bereits im Oktober 1919 hatten Ausschüsse beider Radfahrerbünde über die Vereinigung verhandelt. Statt des vorgeschlagenen Namens Süddeutsche Radfahrer-Bund sollte der gemeinsame Name Südwestdeutscher Radfahrer-Bund lauten. Schließlich wurde die Verschmelzung von der Hauptversammlung mehrheitlich abgelehnt.
Auch der Süddeutsche Radfahrer-Bund verfügte über assoziierte  Bundeseinkehrstellen.

## Mitglieder
- 1905: 240 Mitglieder in 21 Vereinen
- 1906: 500
- 1907: 2.000
- 1912: 6.000
- 1914/17: 7.000 Mitglieder in "über 200" Vereinen[11]
- 1919: 1.000
- 1927: 10.000 Mitglieder.[12] Im 25. Jubiläumsjahr waren Neumitglieder "aufnahmefrei" und waren von der Aufnahmegebühr in Höhe von 50 Pfennig befreit.[13]
- 1928: 230 Vereine[14]

## Bezirke
Folgende Bezirke werden im Süddeutschen Radfahrer u. a. genannt:
- Überlinger-See
- Wiesentalgau / Vorderes Wiesental und Markgräflergau
- Rheintal
- Klettau
- Untersee
- Schwarzwald / Feldberggau

## Bundesfeste
- 1903: Verbandsfest in Kreuzlingen
- 1907: Aach, RMSV Edelweiss Aach
- Lörrach

## Motorrad-Club des Süddeutschen Radfahrer-Bundes
Der Süddeutsche Motorradfahrer-Club wurde am 14. August 1927 mit Wirkung zum 1. Januar 1928 in Donaueschingen gegründet und bot den Mitgliedern Unfall-, Haftpflicht- und Rechtsschutz. Motorradfahrer sollten in den örtlichen Bundesvereinen Mitglied sein.